# Мартынов, Павел Любимович
Павел Любимович (Готлибович) Мартынов (20 апреля [2 мая] 1847, Кронштадт — 21 мая 1921, Симбирск) — русский общественный деятель, юрист, историк-краевед, известный своими исследованиями в области архивов и местной старины Симбирского края.

## Биография
Родился в Кронштадте 20 апреля (2 мая) 1847 года в семье выходца из Эстляндской губернии немецкого происхождения, военно-морского инженера, впоследствии генерал-лейтенанта (1879) Мартынова (Мартингофа) Готлиба Юрьевича (Любима Андреевича; 1807—1881).
В 1865 году окончил Ларинскую гимназию, в 1869 году — юридический факультет Санкт-Петербургского университета. Начал службу в Петербургском окружном суде под руководством А. Ф. Кони. В 1872 году был переведён в департамент Министерства юстиции, с 1879 года служил в Оренбурге — участковым судьёй Оренбургского округа. С 1886 года — в Симбирском окружном суде, сначала уездным членом суда, а с 1899 года — товарищем председателя суда, заведовавшим гражданским отделением. Службу окончил в 1913 году. в чине действительного статского советника. В феврале — сентябре 1917 года возглавлял следственную комиссию по разбору и изучению архивов жандармских правлений и расследованию деятельности политической полиции в Симбирской губернии.
В 1887 году в Санкт-Петербурге была напечатана работа П. Л. Мартынова под названием «Права и обязанности присяжных заседателей». В 1892 году Мартынов подготовил проект Особого наказа для городских судей округа Симбирского окружного суда.
С момента основания в 1895 г. Симбирской губернской учёной архивной комиссии Павел Любимович принимал активное участие в её деятельности. В 1904 г. он был избран товарищем председателя комиссии, а с 1917-го по 1921 г. являлся её председателем. Своё первое научное сообщение «Об остатках старины в Симбирском уезде» П. Л. Мартынов сделал в 1895 году. В сообщении, наряду с описанием Симбирской засечной черты и обзором памятников по волостям, были приведены предания о возникновении населенных пунктов, происхождении их названий, обычаях и обрядах народов, населявших уезд, а также сведения о сохранившихся до того времени археологических памятниках. Сообщение, напечатанное в нескольких номерах газеты «Симбирские губернские ведомости», вызвало большой интерес и затем вышло отдельной брошюрой.
За первые десять лет работы в Архивной комиссии П. Л. Мартынов написал 12 работ по истории Симбирского края, среди которых две: «Город Симбирск за 250 лет его существования» (Симбирск, 1898) и «Селения Симбирского уезда» (Симбирск, 1904) — по признанию специалистов являются фундаментальными работами, «без которых трудно себе представить наше современное краеведение».
В 1897 году Мартынов выступил на заседании комиссии с сообщением о том, что им найдены неопровержимые доказательства того, что Симбирск как административный и военный центр был построен в 1648 году по повелению царя Алексея Михайловича боярином Богданом Матвеевичем Хитрово. На основании этого сообщения было принято решение о торжественном праздновании юбилея Симбирска. Это были первые торжества в истории города, посвященные его юбилею.
Сам Павел Любимович за свой научный труд был награждён золотым жетоном «В память 250-летия Симбирска», изготовленным петербургским ювелиром Шубертом по рисунку художника П. И. Пузыревского и утверждённым императором Николаем II.
С 1897 года Мартынов руководит работами по созданию Симбирского губернского исторического архива. В 1901—1904 годах он подготовил к изданию два тома архива Окружного Суда «Гражданские дела Буинского уезда» и «Архив Александра Петровича Языкова», включающие документы 17-19 веков и содержащие разнообразный материал для истории Симбирской губернии. К 1912 году Павлом Любимовичем были разобраны и изданы архивы симбирских дворян Павла Сергеевича Таушева, Сергея Александровича Пантусова и Александра Сергеевича Волкова.
В годы Гражданской войны в России Павел Любимович приложил немало усилий для спасения памятников истории и искусства, для развития музея Архивной комиссии и перевода его в Дом-памятник И. А. Гончарову. С 1918 года заведует историко-археологическим отделом Симбирского единого Народного музея. В эти годы Мартыновым были изучены и описаны архивы историка И. И. Пушкарева, князя В. И. Баюшева, симбирских дворян Ховриных и Симбирского Покровского монастыря. Весной и летом 1919 года Мартынову дважды предъявлялись обвинения в «сочувствии к белым и контрреволюционных действиях». В первый раз — Симбирской губернской чрезвычайной комиссией, а во второй раз — особым отделом Реввоенсовета Восточного фронта. Но оба раза Мартынов был оправдан, и все обвинения с него были сняты.
Умер Павел Любимович в Симбирске 21 мая 1921 г. Точное место захоронения не известно. По одной из версий он был похоронен на Воскресенском некрополе вместе с женой, по другой версии — на больничном кладбище в братской могиле из 4-х человек в Стрижёвом овраге, как инфекционный больной.

## Семья
Павел Любимович был женат на Наталье Петровне Прудниковой (1847—1912). Их дети:
- Наталья Павловна Фрейман (1874 — 1930-е) — замужем за участником революционного движения, членом Учредительного собрания от РСДРП(б), делегатом IX съезда РКП(б) Василием Николаевичем Фрейманом
- Евгения Павловна Покровская (1875 — ?) — замужем за участником Первой мировой войны и Белого движения штабс-капитаном Фёдором Ивановичем Покровским
- Владимир Павлович (1877—1960-е) — юрист
- Вера Павловна Померанцева (? — 1942) — замужем за военным инженером Владимиром Владимировичем Померанцевым
- Борис Павлович (1886 — ?) — юрист

## Память
В 1998 г. в дни празднования 350-летия Симбирска на здании бывшего Окружного Суда, где служил П. Л. Мартынов (ныне ул. Гончарова, дом 40/9), была открыта мемориальная доска:

Здесь в здании Окружного суда с 1886 г. по 1913 г. служил Павел Любимович Мартынов, юрист, общественный деятель, историк, исследователь местной старины
В сентябре 2017 году имя Павла Любимовича Мартынова присвоено читальному залу в новом здании Государственного архива Ульяновской области.